# Kevin Colleoni
Kevin Colleoni (Ponte San Pietro, 11 november 1999) is een Italiaans wielrenner die anno 2024 rijdt voor Intermarché-Wanty.

## Carrière
In 2018 ging Colleoni rijden voor Biesse Carrera. Hij werd derde in de door Tom Pidcock gewonnen Ronde van Italië voor beloften van 2020. Het daarop volgende seizoen maakte hij de overstap naar Team BikeExchange. Voor het seizoen van 2024 maakte hij de overstap naar het Belgische Intermarché-Wanty.

## Resultaten in voornaamste wedstrijden
| Jaar | Ronde van Italië | Ronde van Frankrijk | Ronde van Spanje |
| ---- | ---------------- | ------------------- | ---------------- |
| 2021 |                  |                     |                  |
| 2022 |                  |                     |                  |
| 2023 |                  |                     |                  |
| 2024 | 98e              |                     |                  |
| 2024 | 108e             |                     |                  |

| Jaar | Luik-Bast.‑Luik | Ronde van Lombardije | Waalse Pijl | Clásica San Sebastián | Strade Bianche |
| ---- | --------------- | -------------------- | ----------- | --------------------- | -------------- |
| 2021 |                 | 84e                  |             | 72e                   |                |
| 2022 |                 | opgave               |             |                       | 74e            |
| 2023 | opgave          | opgave               | 138e        |                       |                |
| 2024 | 96e             |                      | opgave      | 67e                   | opgave         |
| 2025 |                 |                      |             | 60e                   | 58e            |

#### Resultaten in kleinere rondes
| Jaar | UAE Tour | Tirreno-Adriatico | Ronde van Catalonië | Ronde van het Baskenland | Ronde van Romandië | Critérium du Dauphiné | Ronde van Zwitserland |
| ---- | -------- | ----------------- | ------------------- | ------------------------ | ------------------ | --------------------- | --------------------- |
| 2021 | 75e      |                   |                     |                          |                    |                       |                       |
| 2022 |          |                   |                     |                          | opgave             | 117e                  |                       |
| 2023 |          |                   | 89e                 |                          |                    |                       |                       |
| 2024 | 35e      |                   | opgave              | 64e                      |                    |                       | opgave                |
| 2025 | 35e      | 81e               | 98e                 |                          |                    |                       |                       |

## Ploegen
- 2018 –  Biesse Carrera Gavardo
- 2019 –  Biesse Carrera
- 2020 –  Biesse Arvedi
- 2021 –  Team BikeExchange
- 2022 –  Team BikeExchange Jayco
- 2023 –  Team BikeExchange-Jayco
- 2024 –  Intermarché-Wanty
- 2025 –  Intermarché-Wanty

Amici · Bertoletti · Colleoni · Colombo · Delco · Gozzi · Logica · Moro · Orlandi · Pedretti · Piccot · Rastelli · Ravanelli · Salvador · Taglietti · Zanardini
Bauer · Bewley · Bookwalter · Chaves · Colleoni · Durbridge · Edmondson · Grmay · Groves · Hamilton · Hepburn · Howson · Jansen · Juul-Jensen · Kangert · Konysjev · Matthews · Meyer · Mezgec · Nieve · Peák · Schultz · Scotson · Smith · Stannard · Yates · Zejts · Choon (stagiair) · O'Brien (stagiair)
Balmer · Bauer · Bewley · Colleoni · Craddock · Durbridge · Edmondson · Grmay · Groenewegen · Groves · Hamilton · Hepburn · Howson · Jansen · Juul-Jensen · Kangert · Konysjev  · Maas · Matthews · Meyer · Mezgec · O'Brien · Peña · Reinders (vanaf 23/8) · Schultz · Scotson · Smith · Sobrero · Stewart · Yates · Bogusławski (stagiair) · De Pretto (stagiair) · Foldager (stagiair)
Balmer · Berhe · Colleoni · Craddock · De Marchi · Dunbar · Durbridge · Engelhardt · Grmay · Groenewegen · Hamilton · Harper · Hepburn · Jansen · Juul-Jensen · Maas · Matthews · Mezgec · O'Brien · Peña · Porter · Pöstlberger · Quick · Reinders · Scotson · Sobrero · Stewart · Štybar · Yates · Zana · Jørgensen (stagiair) · McKenzie (stagiair)
Braet · Busatto · Calmejane · Colleoni · De Pooter · Faure Prost · Girmay · Goossens · Herregodts · Kuypers(vanaf 4/4) · Marit · Meintjes · Mihkels · Page · Paquot · Petilli · Petit · Planckaert · Rex · Rota · Smith · Taaramäe · Teunissen · Thijssen · van der Hoorn · Van Hoecke · van Poppel · van Sintmaartensdijk · Zimmermann · Dolven(stagiair)